# Kilmeage
Kilmeage (auch: Kilmeague, irisch Cill Maodhóg) ist ein Dorf im County Kildare im Osten der Republik Irland mit 1054 Einwohnern.

## Der Ort
Kilmeage liegt etwa 14 Kilometer westnordwestlich von Naas und etwa acht Kilometer nordnordöstlich von Kildare. Durch die Ortschaft führt die R415 von Allenwood nach Kildare.

## Sehenswürdigkeiten

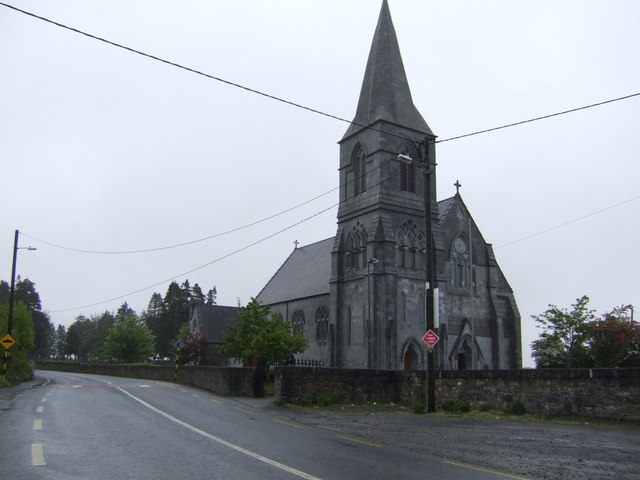
Kirche

- Kirche

## Persönlichkeiten
- Patrick Joseph Harrington (* 1939), römisch-katholischer Bischof von Lodwar